# 鄒晶梅
鄒晶梅（英語：Jingmai Kathleen O'Connor，1983年8月26日—）是一名華裔美國古生物學家，在菲爾德博物館擔任館長。

## 早年生活和教育
鄒晶梅來自加州帕薩迪納，母親是一名地質學家。鄒晶梅說雖然她小時候不喜歡恐龍，但在母親的地質野外工作中，她開始對這門學科產生興趣。她解釋說：「我喜歡和她一起去野外，收集岩石、礦物和化石，在實驗室裡玩耍。」
鄒晶梅畢業於西方學院地質學專業，師從唐納德·普羅瑟羅。學生時代，她曾在洛杉磯縣自然歷史博物館古生物部擔任志願者，與王曉鳴一起工作。2009年，她於南加州大學獲得博士學位，師從路易斯·M·恰佩和大衛·博特傑（David Bottjer）研究古代鳥類。

## 職業生涯
獲得博士學位後，鄒晶梅來到北京，在中國科學院古脊椎動物與古人類研究所擔任博士後研究員。在與周忠和的合作中，她晉升為正教授，同時繼續她的古鳥研究。鄒晶梅有一半的中國血統，她說自己「非常非常自豪，對中國文化非常著迷」，並認為到中國從事古生物學研究非常有意義。
2011年，鄒晶梅以格雷格·格拉芬的名字命名了一種白堊紀鳥類祁連鳥屬，即格拉芬祁連鳥（Qiliania graffini）。格拉芬是龐克樂團邪教合唱團的主唱，也是演化生物學教授。
在研究所工作期間，鄒晶梅所在的團隊發現保存在緬甸琥珀中的非同尋常的反鳥類遺骸。這些沉積物可追溯到9,900萬年前，是中生代恐龍遺骸中保存最完好的。研究團隊發現了長滿羽毛的翅膀、腳，甚至整隻幼鳥。作為第一作者，鄒晶梅與研究小組一起發表的研究結果表明，反鳥類擁有完全現代的羽毛，並澄清了幾個物種的羽毛排列和肌肉組織。
2019年，鄒晶梅被古生物學會授予查爾斯·舒徹特獎。該獎項每年頒發給40歲以下、在古生物學領域做出卓越貢獻的人士。
2020年，鄒晶梅回到美國，成為芝加哥菲爾德博物館爬蟲類化石副館長。她繼續發表論文，並 2021年與人合作撰寫了一篇關於在渤海鳥胃中發現石英晶體的論文。她也在菲爾德博物館的收藏中進行研究，研究霸王龍蘇下顎上的神秘孔洞。她還協助博物館獲得已知的第十三件始祖鳥標本（2024年公佈），並將對其進行進一步研究。